# Oberhessischer Künstlerbund
Der Oberhessische Künstlerbund e. V. Gießen, abgekürzt OKB, ist in Gießen und Wetzlar verankert und vertritt  Künstler aus dem Lahn-Dill-Kreis, dem Vogelsbergkreis, dem Wetteraukreis, dem Hochtaunuskreis und dem Landkreis Marburg-Biedenkopf. Der Künstlerbund hat die Rechtsform eines eingetragenen Vereins.

## Geschichte
Im Mai 1943 wurde der Oberhessische Künstlerbund von den Gießener Künstlern Hanns Hagenauer, Hellmuth Mueller-Leutert und Carl Bourcarde gegründet. Im ersten Satzungsentwurf heißt es: „Der OKB bekennt sich zur Vielfalt der bildenden Kunst und ist offen für alle interessierten bildenden Künstler. Dabei ist nicht zu fragen, ob gegenständlich oder abstrakt, die Alternative heißt gut oder schlecht.“ Maßstab für die Aufnahme von Künstlern solle – unabhängig von der künstlerischen Richtung – allein die „künstlerische qualitative Leistung“ sein.
Damit sollte der propagandistischen Einvernahme der Bildenden Kunst durch die Nationalsozialisten das Ideal der Freiheit der Kunst entgegengesetzt werden. Angesichts der Hinrichtung des Gießener Künstlers Heinrich Will im Februar 1943 wegen Abhörens von Feindsendern kann die Gründung des OKB als couragierte Demonstration gewertet werden. Erster Vorsitzender des Vereins wurde Hanns Hagenauer. Mit der Unterstützung lokaler Kulturpolitiker gelang die Aufnahme in die Reichskammer der bildenden Künste, die für ein öffentliches Wirken des Vereins Voraussetzung war. Die erste Ausstellung fand von Juni bis August 1943 im Kurhaus Bad Nauheim statt. Bereits nach wenigen Ausstellungen, in denen die Distanz zum Regime zu Tage trat, wurden die lokalen politischen Unterstützer des Vereins angehalten, ihre Zusammenarbeit mit dem OKB einzustellen. Die Ausstellungstätigkeit musste beendet werden.
Nach Kriegsende erhielt der OKB im September 1945 „angesichts seines eindeutigen Widerstandscharakters“ als erste Künstlervereinigung eine Lizenz im amerikanisch besetzten Hessen. Vorsitzender wurde erneut Hanns Hagenauer. Da es kaum andere Künstlervereinigungen gab, stieg die Zahl der im OKB organisierten Künstler auf „über 100 Mitglieder, beheimatet in allen Teilen Deutschlands“. Als außerordentliche Mitglieder wurden Fördermitglieder und Ehrenmitglieder wie der Kunsthistoriker Richard Hamann aufgenommen. In den Nachkriegsjahren setzte sich der OKB sowie für Materialbeschaffungen zur künstlerischen Arbeit ein als auch für Wohnraumzuweisungen, half bei der Beschaffung von Atelierraum und vermittelte Behördenkontakte. Durch Initiative des OKB-Vorstandes wurde 1947 der Landesverband bildender Künstler gegründet, der später Mitglied des BBK wurde. 1950 wurde Ludwig Güngerich zum neuen Vorsitzenden gewählt. In den darauf folgenden Jahren sank die Mitgliederzahl, die finanzielle Situation des Vereins war angespannt. 1969 kam es zum Bruch. Mitglieder wie Hellmuth Mueller-Leutert, Alfred Fischer, Paul Klose, Ruth Leibnitz oder Ruth Schmidt Stockhausen traten aus dem OKB aus und gründeten die Gruppe 9. 1971 trat Ludwig Güngerich als Vorsitzender des OKB zurück. Nachfolger wurde Peter Merck. Als Mitglied des Landesverbandes Bildender Künstler und damit wiederum dem BBK untergeordnet, fungierte der OKB auf Wunsch des BBK ab 1977 offiziell als Bund Bildender Künstler – Lahn. 1979 trat der Verein aus dem BBK aus und nahm wieder die Bezeichnung Oberhessischer Künstlerbund an.
Heute wird der Verein neben den aktiven Mitgliedern durch die Fördermitgliedschaften kunstinteressierter Bürger unterstützt. Zu den regelmäßigen Jahresausstellungen an wechselnden Orten gibt der Verein Jahresgaben der ausstellenden Künstler heraus. Seit 2009 werden die Ausstellungen von wechselnden Kuratoren organisiert. Seit 2003 ist Dieter Hoffmeister Vorsitzender und künstlerischer Leiter.

## Vorstand
- Seit 2003: Dieter Hoffmeister
- 1997 – 2003: Kurt Heyne
- 1992 – 1997: Heinz-Georg Baumgarten
- 1986 – 1992: Dietrich Grünewald
- 1982 – 1986: Gerd Römer
- 1980 – 1982: Theodor Klaßen
- 1979 – 1980: Helmuth Zerbach
- 1976 – 1979: Heinrich Vetter
- 1975 – 1976: Heinz Aubel
- 1971 – 1975: Peter Merck
- 1950 – 1971: Ludwig Güngerich
- 1943 – 1950: Hanns Hagenauer

## Ehemalige Mitglieder (Auswahl)
- Günther Hermann (1956–2020)
- Gisela Denninghoff (geb. 1939)
- Renate Schüler-Lamert (1939–2006)
- Leonore Vahrson-Freund (1936–2023)
- Johannes Eucker (geb. 1936)
- Renate Donecker (geb. 1935)
- Karl Sümmerer (1933–2019)
- Ruth Leibnitz (1928–2011)
- Hanneliese Fischer (1928–2015)
- Ruth Schmidt Stockhausen (1922–2014)
- Antonie Bitsch (1912–1989)
- Walter Kröll (1911–1976)
- Ilse Kayser-Kuhn (1907–1959)
- Wilhelm Viehmann (1902–1971)
- Lotte Bingmann-Droese (1902–1963)
- Hein Heckroth (1901–1970)
- Georg Demetriades (1899–1979)
- Hans Erwin Steinbach (1896–1971)
- Maria von Heider-Schweinitz (1894–1974)
- Hellmuth Mueller-Leutert (1892–1973)
- Hans Geilfus (1890–1966)
- Otto Franz Kutscher (1890–1971)
- Margarete Kranz (1888–1973)
- Ulrich Leman (1885–1988)
- Emil Beithan (1878–1955)
- Johannes Ködding (1876–1959)
- Heinrich Giebel (1865–1951)